# Sovjetunionen i olympiska sommarspelen 1972
Sovjetunionen deltog i de olympiska sommarspelen 1972 i München. Landet ställde upp med en trupp bestående av 371 deltagare, 298 män och 73 kvinnor, vilka deltog i 180 tävlingar i 22 sporter. Sovjetunionen slutade på första plats i medaljligan, med 50 guldmedaljer och 99 medaljer totalt.

## Medaljer
| Medalj | Namn | Sport          | Gren                            |
| ------ | --- | -------------- | ------------------------------- |
| 1      | Sovjetunionens herrlandslag i basket                                                                                    | Basket         | Herrarnas turnering             |
| 1      | Boris Kuznetsov | Boxning        | Fjädervikt                      |
| 1      | Vjatjeslav Lemesjev | Boxning        | Mellanvikt                      |
| 1      | Roman Dmitrijev | Brottning      | Lätt flugvikt, fristil          |
| 1      | Zagalav Abdulbekov | Brottning      | Fjädervikt, fristil             |
| 1      | Levan Tediasjvili | Brottning      | Mellanvikt, fristil             |
| 1      | Ivan Jarigin | Brottning      | Tungvikt, fristil               |
| 1      | Alexander Medved | Brottning      | Supertungvikt, fristil          |
| 1      | Rustam Kazakov | Brottning      | Bantamvikt, grekisk-romersk     |
| 1      | Sjamil Chisamutdinov | Brottning      | Lättvikt, grekisk-romersk       |
| 1      | Valerij Rezantsev | Brottning      | Lätt tungvikt, grekisk-romersk  |
| 1      | Anatolij Rosjtjin | Brottning      | Supertungvikt, grekisk-romersk  |
| 1      | Valerij Jardy Gennadij Komnatov Valerij Lichatjov Boris Sjuchov                                                         | Cykling        | Herrarnas lagtempolopp          |
| 1      | Vladimir Semenets Igor Tselovaljnikov                                                                                   | Cykling        | Herrarnas tandem                |
| 1      | Ljudmila Bragina | Friidrott      | Damernas 1 500 meter            |
| 1      | Nadezjda Tjizjova | Friidrott      | Damernas kulstötning            |
| 1      | Faina Melnik | Friidrott      | Damernas diskuskastning         |
| 1      | Valerij Borzov | Friidrott      | Herrarnas 100 meter             |
| 1      | Valerij Borzov | Friidrott      | Herrarnas 200 meter             |
| 1      | Jüri Tarmak | Friidrott      | Herrarnas höjdhopp              |
| 1      | Viktor Sanejev | Friidrott      | Herrarnas tresteg               |
| 1      | Anatolij Bondartjuk | Friidrott      | Herrarnas släggkastning         |
| 1      | Nikolaj Avilov | Friidrott      | Herrarnas tiokamp               |
| 1      | Jelena Novikova-Belova Galina Gorochova Tatjana Samusenko Aleksandra Zabelina Svetlana Tjirkova                         | Fäktning       | Damernas lagtävling i florett   |
| 1      | Viktor Sidjak | Fäktning       | Herrarnas sabel                 |
| 1      | Ljubov Burda Olga Korbut Antonina Kosjel Tamara Lazakovitj Elvira Saadi Ludmilla Turistjeva                             | Gymnastik      | Damernas lagmångkamp            |
| 1      | Ludmilla Turistjeva | Gymnastik      | Damernas individuella mångkamp  |
| 1      | Olga Korbut | Gymnastik      | Damernas bom                    |
| 1      | Olga Korbut | Gymnastik      | Damernas fristående             |
| 1      | Nikolaj Andrianov | Gymnastik      | Herrarnas fristående            |
| 1      | Viktor Klimenko | Gymnastik      | Herrarnas bygelhäst             |
| 1      | Sjota Tjotjisjvili | Judo           | Herrarnas halv tungvikt         |
| 1      | Julia Rjabtjinskaja | Kanotsport     | Damernas K-1 500 meter          |
| 1      | Ljudmila Pinajeva Jekaterina Kurysjko                                                                                   | Kanotsport     | Damernas K-2 500 meter          |
| 1      | Vladas Česiūnas Jurij Lobanov                                                                                           | Kanotsport     | Herrarnas C-2 1000 meter        |
| 1      | Aleksandr Sjaparenko | Kanotsport     | Herrarnas K-1 1000 meter        |
| 1      | Nikolaj Gorbatjov Viktor Kratasiuk                                                                                      | Kanotsport     | Herrarnas K-2 1000 meter        |
| 1      | Jurij Filatov Jurij Stetsenko Volodymyr Morozov Valerij Didenko                                                         | Kanotsport     | Herrarnas K-4 1000 meter        |
| 1      | Boris Onisjtjenko Pavel Lednjov Vladimir Sjmeljov                                                                       | Modern femkamp | Herrarnas lagtävling            |
| 1      | Jelena Petrusjkova Ivan Kizimov Ivan Kalita                                                                             | Ridsport       | Lagtävlingen i dressyr          |
| 1      | Jurij Maljsjev | Rodd           | Herrarnas singelsculler         |
| 1      | Aleksandr Timosjinin Gennadi Korsjikov                                                                                  | Rodd           | Herrarnas dubbelsculler         |
| 1      | Valentin Mankin Vitali Dirdira                                                                                          | Segling        | Tempest                         |
| 1      | Vladimir Vasin | Simhopp        | Herrarnas svikthopp             |
| 1      | Jakov Sjeleznjak | Skytte         | 50 meter rörligt mål            |
| 1      | Mutjarbi Kirsjinov | Tyngdlyftning  | Herrarnas 67,5 kg               |
| 1      | Jaan Talts | Tyngdlyftning  | Herrarnas 110 kg                |
| 1      | Vasilij Aleksejev | Tyngdlyftning  | Herrarnas +110 kg               |
| 1      | Sovjetunionens herrlandslag i vattenpolo                                                                                | Vattenpolo     | Herrarnas turnering             |
| 1      | Sovjetunionens damlandslag i volleyboll                                                                                 | Volleyboll     | Damernas turnering              |
| 2      | Arsen Alachverdijev | Brottning      | Flugvikt, fristil               |
| 2      | Gennadi Strachov | Brottning      | Lätt tungvikt, fristil          |
| 2      | Anatolij Nazarenko | Brottning      | Mellanvikt, grekisk-romersk     |
| 2      | Nikolaj Jakovenko | Brottning      | Tungvikt, grekisk-romersk       |
| 2      | Nijolė Sabaitė | Friidrott      | Damernas 800 meter              |
| 2      | Jevgenij Arzjanov | Friidrott      | Herrarnas 800 meter             |
| 2      | Aleksandr Korneljuk Vladimir Lovetskij Juris Silovs Valerij Borzov                                                      | Friidrott      | Herrarnas 4 x 100 meter stafett |
| 2      | Volodimir Holubnitji | Friidrott      | Herrarnas 20 kilometer gång     |
| 2      | Veniamin Soldatenko | Friidrott      | Herrarnas 50 kilometer gång     |
| 2      | Jānis Lūsis | Friidrott      | Herrarnas spjutkastning         |
| 2      | Leonid Lytvynenko | Friidrott      | Herrarnas tiokamp               |
| 2      | Vladimir Denisov Anatolij Kotetsev Leonid Romanov Vasilij Stankovitj Viktor Putjatin                                    | Fäktning       | Herrarnas lagtävling i florett  |
| 2      | Viktor Basjenov Vladimir Nazlimov Viktor Sidjak Eduard Vinokurov Mark Rakita                                            | Fäktning       | Herrarnas lagtävling i sabel    |
| 2      | Olga Korbut | Gymnastik      | Damernas barr                   |
| 2      | Tamara Lazakovitj | Gymnastik      | Damernas bom                    |
| 2      | Ludmilla Turistjeva | Gymnastik      | Damernas fristående             |
| 2      | Nikolaj Andrianov Viktor Klimenko Alexander Malejev Edvard Mikaelian Vladimir Stjukin Michail Voronin Vladimir Tichonov | Gymnastik      | Herrarnas lagmångkamp           |
| 2      | Michail Voronin | Gymnastik      | Herrarnas ringar                |
| 2      | Viktor Klimenko | Gymnastik      | Herrarnas hopp                  |
| 2      | Vitalij Kuznetsov | Judo           | Herrarnas öppna klass           |
| 2      | Boris Onisjtjenko | Modern femkamp | Herrarnas individuella tävling  |
| 2      | Jelena Petrusjkova | Ridsport       | Individuell dressyr             |
| 2      | Galina Prozumensjtjikova                                                                                                | Simning        | Damernas 100 m bröstsim         |
| 2      | Vladimir Bure Viktor Mazanov Viktor Aboimov Igor Grivennikov                                                            | Simning        | Herrarnas 4 x 100 m frisim      |
| 2      | Boris Melnik | Skytte         | Frigevär 300 m                  |
| 2      | Jevgenij Petrov | Skytte         | Skeet                           |
| 2      | Dito Sjanidse | Tyngdlyftning  | Herrarnas 60 kg                 |
| 3      | Ruslan Asjuralijev | Brottning      | Lättvikt, fristil               |
| 3      | Emma Gaptjenko | Bågskytte      | Damernas tävling                |
| 3      | Omar Pchakadze | Cykling        | Herrarnas sprint                |
| 3      | Sovjetunionens herrlandslag i fotboll                                                                                   | Fotboll        | Herrarnas turnering             |
| 3      | Vasili Chmelevski | Friidrott      | Herrarnas släggkastning         |
| 3      | Galina Gorochova | Fäktning       | Damernas florett                |
| 3      | Vladimir Nazlimov | Fäktning       | Herrarnas sabel                 |
| 3      | Viktor Modzalevskij Sergej Paramonov Igor Valetov Georgij Zazjitskij Grigorij Kriss                                     | Fäktning       | Herrarnas lagtävling i värja    |
| 3      | Tamara Lazakovitj | Gymnastik      | Damernas individuella mångkamp  |
| 3      | Ludmilla Turistjeva | Gymnastik      | Damernas hopp                   |
| 3      | Tamara Lazakovitj | Gymnastik      | Damernas fristående             |
| 3      | Nikolaj Andrianov | Gymnastik      | Herrarnas hopp                  |
| 3      | Anatolij Novikov | Judo           | Herrarnas halv mellanvikt       |
| 3      | Givi Onasjvili | Judo           | Herrarnas tungvikt              |
| 3      | Pavel Lednjov | Modern femkamp | Herrarnas individuella tävling  |
| 3      | Viktor Potapov | Segling        | Finnjolle                       |
| 3      | Galina Prozumensjtjikova                                                                                                | Simning        | Damernas 200 m bröstsim         |
| 3      | Vladimir Bure | Simning        | Herrarnas 100 m frisim          |
| 3      | Igor Grivennikov Viktor Mazanov Georgijs Kuļikovs Vladimir Bure                                                         | Simning        | Herrarnas 4 x 200 m frisim      |
| 3      | Viktor Torsjin | Skytte         | Snabbpistol                     |
| 3      | Gennadij Tjetin | Tyngdlyftning  | Herrarnas 56 kg                 |
| 3      | Sovjetunionens herrlandslag i volleyboll                                                                                | Volleyboll     | Herrarnas turnering             |

## Basket
- Laguppställning[2]:

Anatolij Polivoda
Modestas Paulauskas
Zurab Sakandelidze
Älzjan Zjarmuchamedov
Aleksandr Bolosjev
Ivan Jedesjka
Sergej Belov
Micheil Korkia
Ivan Dvornyj
Gennadij Volnov
Aleksandr Belov
Sergej Kovalenko
- Gruppspel:[3]

| Lag           | S | V | O | F | GM  | IM  | MS   | P  |
| ------------- | - | - | - | - | --- | --- | ---- | -- |
| Sovjetunionen | 7 | 7 | 0 | 0 | 639 | 479 | +160 | 14 |
| Italien       | 7 | 5 | 0 | 2 | 547 | 471 | +76  | 10 |
| Jugoslavien   | 7 | 5 | 0 | 2 | 582 | 484 | +98  | 10 |
| Puerto Rico   | 7 | 5 | 0 | 2 | 570 | 531 | +39  | 10 |
| Västtyskland  | 7 | 3 | 0 | 4 | 482 | 518 | −36  | 6  |
| Polen         | 7 | 2 | 0 | 5 | 520 | 536 | −16  | 4  |
| Filippinerna  | 7 | 1 | 0 | 6 | 526 | 666 | −140 | 2  |
| Senegal       | 7 | 0 | 0 | 7 | 405 | 586 | −181 | 0  |

- Semifinalspel:[4]

|  | 7 september 1972 | Sovjetunionen | 67 – 61 | Kuba |  |  |
|  |                  |               |         |      |  |  |
|  |                  |               |         |      |  |  |
|  |                  |               |         |      |  |  |

- Final:[5]

|  | 9 september 1972 | Sovjetunionen | 51 – 50 | USA |  |  |
|  |                  |               |         |     |  |  |
|  |                  |               |         |     |  |  |
|  |                  |               |         |     |  |  |

## Boxning
| Idrottare           | Gren            | Omgång 1             | Omgång 2             | Omgång 3             | Kvartsfinal           | Semifinal            | Final                | Final     |
| Idrottare           | Gren            | Motståndare Resultat | Motståndare Resultat | Motståndare Resultat | Motståndare Resultat  | Motståndare Resultat | Motståndare Resultat | Placering |
| ------------------- | --------------- | -------------------- | -------------------- | -------------------- | --------------------- | -------------------- | -------------------- | --------- |
| Vladimir Ivanov     | Lätt flugvikt   | Leyes (ARG) 5-0      | Nikolov (BUL) 5-0    | i.u.                 | Gedó (HUN) 2-3        | Gick inte vidare     | Gick inte vidare     | 5         |
| Boris Zoriktujev    | Flugvikt        | Bye                  | Vanlal (BUR) TKO-3   | Udella (ITA) 4-1     | Rodríguez (CUB) 3-TKO | Gick inte vidare     | Gick inte vidare     | 5         |
| Vassilij Solomin    | Bantamvikt      | Bye                  | Charndej (THA) 5-0   | Lazar (ROU) 4-1      | Carreras (USA) 2-3    | Gick inte vidare     | Gick inte vidare     | 5         |
| Boris Kuznetsov     | Fjädervikt      | Lago (NIG) KO-1      | Baptista (VEN) 3-2   | Tomczyk (POL) 5-0    | Pometcu (ROU) 4-1     | Botos (HUN) 5-0      | Waruinge (KEN) 3-2   | 1         |
| Gennadi Dobrochotov | Lättvikt        | Bye                  | Paulsen (NOR) 1-TKO  | Gick inte vidare     | Gick inte vidare      | Gick inte vidare     | Gick inte vidare     | 17        |
| Anatolij Kamnev     | Lätt weltervikt | Johnson (BER) KO-2   | Molina (CUB) 3-KO    | i.u.                 | Gick inte vidare      | Gick inte vidare     | Gick inte vidare     | 9         |
| Anatolij Chochlov   | Weltervikt      | Bye                  | Medina (CHI) TKO-3   | Rodgers (IRL) 5-0    | Valdez (USA) 0-5      | Gick inte vidare     | Gick inte vidare     | 5         |
| Valerij Tregubov    | Lätt mellanvikt | Bye                  | Jones (USA) 3-2      | Minter (GBR) 0-5     | Gick inte vidare      | Gick inte vidare     | Gick inte vidare     | 9         |
| Vjatjeslav Lemesjev | Mellanvikt      | Gomnies (INA) KO-1   | Brauske (GDR) 5-0    | i.u.                 | Kuran (TUR) TKO-2     | Johnson (USA) TKO-2  | Virtanen (FIN) KO-1  |           |
| Nikolaj Anfimov     | Lätt tungvikt   | Stankov (BUL) 5-0    | Ali (EGY) TKO-3      | i.u.                 | Ikhouria (NGR) 2-3    | Gick inte vidare     | Gick inte vidare     | 5         |
| Juri Nesterov       | Tungvikt        | Bobick (USA) 0-5     | i.u.                 | i.u.                 | Gick inte vidare      | Gick inte vidare     | Gick inte vidare     | 9         |

## Brottning
Herrarnas fristil
| Idrottare           | Gren    | Omgång 1                                 | Omgång 2                                 | Omgång 3                               | Omgång 4                                  | Omgång 5                                      | Omgång 6                          | Sista omgången                                                                      | Sista omgången |
| Idrottare           | Gren    | Motståndare Resultat                     | Motståndare Resultat                     | Motståndare Resultat                   | Motståndare Resultat                      | Motståndare Resultat                          | Motståndare Resultat              | Motståndare Resultat                                                                | Plats          |
| ------------------- | ------- | ---------------------------------------- | ---------------------------------------- | -------------------------------------- | ----------------------------------------- | --------------------------------------------- | --------------------------------- | ----------------------------------------------------------------------------------- | -------------- |
| Roman Dmitrijev     | 48 kg   | Adkar Maruti (IND) Vinst genom fall      | Masahiko Umeda (JPN) Vinst på poäng      | bye                                    | Ognjan Nikolov (BUL) Vinst på poäng       | i.u.                                          | i.u.                              | Ebrahim Javadi (IRI) Förlust på poäng                                               | 1              |
| Arsen Alachverdijev | 52 kg   | Mohammad Arref (AFG) Vinst på poäng      | Wanelge Castillo (PAN) Vinst på poäng    | Dorjzovdyn Ganbat (MGL) Vinst på poäng | Vincenzo Grassi (ITA) Vinst genom fall    | Petru Ciarnău (ROU) Oavgjort                  | Sudesh Kumar (IND) Vinst på poäng | Kim Gwong-Hyong (PRK) Oavgjort Kiyomi Kato (JPN) Förlust på poäng                   | 2              |
| Ivan Kulesjov       | 57 kg   | Megdiin Khoilogdorj (MGL) Vinst på poäng | Egon Beiler (CAN) Vinst på poäng         | Ivan Shavov (BUL) Förlust genom fall   | László Klinga (HUN) Förlust genom fall    | Gick inte vidare                              | Gick inte vidare                  | Gick inte vidare                                                                    | 13             |
| Zagalav Abdulbekov  | 62 kg   | Jakob Tanner (SUI) Vinst på poäng        | Zevegiin Oidov (MGL) Vinst genom fall    | Gene Davis (USA) Vinst genom fall      | Kiyoshi Abe (JPN) Vinst på poäng          | bye                                           | Ivan Krastev (BUL) Oavgjort       | Vehbi Akdağ (TUR) Vinst genom fall                                                  | 1              |
| Ruslan Asjuralijev  | 68 kg   | Ismail Yuseinov (BUL) Vinst på poäng     | Segundo Olmedo (PAN) Vinst på poäng      | Josef Engel (TCH) Vinst genom fall     | Petre Poalelungi (ROU) Vinst genom fall   | Ali Şahin (TUR) Förlust på poäng              | i.u.                              | Kikuo Wada (JPN) Förlust på poäng Dan Gable (USA) Förlust på poäng                  | 3              |
| Jurij Gusov         | 74 kg   | Ludovic Ambruş (ROU) Vinst på poäng      | Alfred Wurr (CAN) Vinst genom fall       | Adolf Seger (FRG) Förlust på poäng     | Mansour Barzegar (IRI) Förlust genom fall | Gick inte vidare                              | Gick inte vidare                  | Gick inte vidare                                                                    | 9              |
| Levan Tediasjvili   | 82 kg   | Ibrahim Diop (SEN) Vinst på poäng        | Tömöriin Artag (MGL) Vinst på poäng      | Kurt Elmgren (SWE) Vinst genom fall    | John Peterson (USA) Vinst på poäng        | Peter Neumair (FRG) Vinst på poäng            | i.u.                              | Vasile Iorga (ROU) Vinst på poäng                                                   | 1              |
| Gennadi Strachov    | 90 kg   | Roland Andersson (SWE) Vinst på poäng    | Ram Chandgi (IND) Vinst genom fall       | Ben Peterson (USA) Oavgjort            | Paweł Kurczewski (POL) Vinst genom fall   | Günter Spindler (GDR) Vinst på poäng          | Károly Bajkó (HUN) Vinst på poäng | i.u.                                                                                | 2              |
| Ivan Jarigin        | 100 kg  | Bruno Jutzeler (SUI) Vinst genom fall    | Gerd Bachmann (GDR) Vinst genom fall     | Harry Geris (CAN) Vinst genom fall     | Abolfazl Anvari (IRI) Vinst genom fall    | Enache Panait (ROU) Vinst genom fall          | i.u.                              | Khorloogiin Bayanmönkh (MGL) Vinst genom fall József Csatári (HUN) Vinst genom fall | 1              |
| Aleksandr Medved    | +100 kg | Chris Taylor (USA) Vinst på poäng        | Gıyasettin Yılmaz (TUR) Vinst genom fall | Wilfried Dietrich (FRG) Vinst på poäng | Ştefan Stîngu (ROU) Vinst genom fall      | Moslem Eskandar-Filabi (IRI) Vinst genom fall | i.u.                              | i.u.                                                                                | 1              |

Herrarnas grekisk-romersk
| Idrottare            | Gren    | Omgång 1                                 | Omgång 2                                      | Omgång 3                                 | Omgång 4                                    | Omgång 5                              | Omgång 6                               | Sista omgången                                                           | Sista omgången |
| Idrottare            | Gren    | Motståndare Resultat                     | Motståndare Resultat                          | Motståndare Resultat                     | Motståndare Resultat                        | Motståndare Resultat                  | Motståndare Resultat                   | Motståndare Resultat                                                     | Plats          |
| -------------------- | ------- | ---------------------------------------- | --------------------------------------------- | ---------------------------------------- | ------------------------------------------- | ------------------------------------- | -------------------------------------- | ------------------------------------------------------------------------ | -------------- |
| Vladimir Zubkov      | 48 kg   | Stefan Angelov (BUL) Förlust genom fall  | Gheorghe Berceanu (ROU) Förlust genom fall    | Gick inte vidare                         | Gick inte vidare                            | Gick inte vidare                      | i.u.                                   | Gick inte vidare                                                         | 16             |
| Vitalij Konstantinov | 52 kg   | Abdelfattah Ibrahim (EGY) Vinst på poäng | Giuseppe Bognanni (ITA) Förlust genom fall    | Koichiro Hirayama (JPN) Förlust på poäng | Gick inte vidare                            | Gick inte vidare                      | i.u.                                   | Gick inte vidare                                                         | 13             |
| Rustam Kazakov       | 57 kg   | Alam Mir (AFG) Vinst på poäng            | Hristo Traikov (BUL) Förlust på poäng         | Józef Lipień (POL) Vinst genom fall      | Othon Moschidis (GRE) Vinst genom fall      | Ikuei Yamamoto (JPN) Vinst på poäng   | bye                                    | János Varga (HUN) Vinst på poäng Hans-Jürgen Veil (FRG) Vinst genom fall | 1              |
| Djemal Megrelisjvili | 62 kg   | Metin Alakoç (TUR) Vinst genom fall      | Eliseo Salugta (PHI) Vinst genom fall         | László Réczi (HUN) Vinst på poäng        | Stelios Mygiakis (GRE) Förlust på poäng     | Martti Laakso (FIN) Vinst på poäng    | i.u.                                   | Heinz-Helmut Wehling (GDR) Förlust på poäng                              | 5              |
| Sjamil Chisamutdinov | 68 kg   | Gaber Mohamed (EGY) Vinst genom fall     | Simion Popescu (ROU) Vinst genom fall         | Seyyit Hışırlı (TUR) Vinst på poäng      | Andrzej Supron (POL) Vinst genom fall       | Stoyan Apostolov (BUL) Vinst på poäng | Gian-Matteo Ranzi (ITA) Vinst på poäng | i.u.                                                                     | 1              |
| Viktor Igumenov      | 74 kg   | Franz Berger (AUT) Vinst på poäng        | Petros Galaktopoulos (GRE) Oavgjort           | Dök inte upp                             | Gick inte vidare                            | Gick inte vidare                      | Gick inte vidare                       | Gick inte vidare                                                         | 14             |
| Anatolij Nazarenko   | 82 kg   | Csaba Hegedűs (HUN) Förlust på poäng     | Reinhold Hucker (FRG) Vinst genom fall        | Kiril Dimitrov (BUL) Vinst på poäng      | Ali Yağmur (TUR) Vinst genom fall           | Ion Gabor (ROU) Vinst genom fall      | i.u.                                   | Milan Nenadić (YUG) Vinst genom fall                                     | 2              |
| Valerij Rezantsev    | 90 kg   | Nicolae Neguţ (ROU) Oavgjort             | Jean-Marie Chardonnens (SUI) Vinst genom fall | Günter Kowalewski (FRG) Vinst genom fall | Kimuchi Tani (JPN) Vinst genom fall         | Håkon Øverby (NOR) Vinst genom fall   | i.u.                                   | Josip Čorak (YUG) Vinst på poäng Czesław Kwieciński (POL) Vinst på poäng | 1              |
| Nikolaj Jakovenko    | 100 kg  | Burke Deadrich (USA) Vinst genom fall    | Rudolf Lüscher (SUI) Vinst genom fall         | Tore Hem (NOR) Vinst på poäng            | Andrzej Skrzydlewski (POL) Vinst genom fall | Hristo Ignatov (BUL) Vinst genom fall | i.u.                                   | Nicolae Martinescu (ROU) Förlust genom fall                              | 2              |
| Anatolij Rosjtjin    | +100 kg | Victor Dolipschi (ROU) Vinst genom fall  | Aleksandar Tomov (BUL) Vinst på poäng         | Petr Kment (TCH) Vinst på poäng          | Wilfried Dietrich (FRG) Vinst genom fall    | i.u.                                  | i.u.                                   | Victor Dolipschi (ROU) Vinst genom fall                                  | 1              |

## Bågskytte
| Bågskytt         | Gren                   | Första rundan | Första rundan | Andra rundan | Andra rundan | Totalt | Totalt |
| Bågskytt         | Gren                   | Poäng         | Rank          | Poäng        | Rank         | Poäng  | Rank   |
| ---------------- | ---------------------- | ------------- | ------------- | ------------ | ------------ | ------ | ------ |
| Emma Gaptjenko   | Damernas individuella  | 1201          | 2             | 1202         | 3            | 2403   | 3      |
| Keto Losaberidze | Damernas individuella  | 1195          | 6             | 1207         | 2            | 2402   | 4      |
| Alla Peunova     | Damernas individuella  | 1180          | 10            | 1184         | 7            | 2364   | 8      |
| Viktor Sidoruk   | Herrarnas individuella | 1205          | 7             | 1222         | 7            | 2427   | 7      |
| Michail Peunov   | Herrarnas individuella | 1222          | 5             | 1175         | 24           | 2397   | 12     |
| Mati Vaikiarv    | Herrarnas individuella | 1194          | 11            | 1169         | 30           | 2363   | 24     |

## Cykling
Landsvägscykling
| Cyklist                                                         | Gren                   | Tid       | Placering |
| --------------------------------------------------------------- | ---------------------- | --------- | --------- |
| Valerij Lichatjov                                               | Herrarnas linjelopp    | 4:17:09,0 | 34        |
| Anatolij Starkov                                                | Herrarnas linjelopp    | 4:17:09,0 | 35        |
| Ivan Trifonov                                                   | Herrarnas linjelopp    | DNF       | DNF       |
| Valerij Jardy                                                   | Herrarnas linjelopp    | DNF       | DNF       |
| Valerij Jardy Gennadij Komnatov Valerij Lichatjov Boris Sjuchov | Herrarnas lagtempolopp | 2:11:17,8 | 1         |

Bancykling
| Cyklist                                                             | Gren                     | Kvalomgång | Kvalomgång | Kvartsfinal | Kvartsfinal | Semifinal        | Semifinal        | Final            | Final     |
| Cyklist                                                             | Gren                     | Tid        | Placering  | Tid         | Placering   | Tid              | Placering        | Tid              | Placering |
| ------------------------------------------------------------------- | ------------------------ | ---------- | ---------- | ----------- | ----------- | ---------------- | ---------------- | ---------------- | --------- |
| Eduard Rapp                                                         | Herrarnas tempolopp      | i.u.       | i.u.       | i.u.        | i.u.        | i.u.             | i.u.             | 1:07,73          | 8         |
| Viktor Bykov Vladimir Kuznetsov Anatolij Stepanenko Aleksandr Judin | Herrarnas lagförföljelse | 4:26,53    | 3 Q        | 4:26,75     | 2           | Gick inte vidare | Gick inte vidare | Gick inte vidare | 5         |

| Cyklist                               | Gren             | Första omgången                   | Andra omgången                    | Åttondelsfinal                    | Kvartsfinal                        | Semifinal                          | Final                           | Final      |
| Cyklist                               | Gren             | Motståndare Tid                   | Motståndare Tid                   | Motståndare Tid                   | Motståndare Tid                    | Motståndare Tid                    | Motståndare Tid                 | Placering  |
| ------------------------------------- | ---------------- | --------------------------------- | --------------------------------- | --------------------------------- | ---------------------------------- | ---------------------------------- | ------------------------------- | ---------- |
| Omar Pchakadze                        | Herrarnas sprint | Bek (POL) W 11,64 Chin (JAM)      | Maveau (BEL) L 11,98 McRae (CAN)  | Köther (FRG) W 11,43 Vačkář (TCH) | Marino (ITA) W 2 av 3              | Nicholson (AUS) L 2 av 2           | Gick inte vidare                | 3          |
| Serhij Kravtsov                       | Herrarnas sprint | Tarwan (THA) W 11,83 Shue (TPE)   | Cooke (GBR) W 11,35 Spencer (USA) | Balk (NED) L 11,48 Bek (POL)      | Gick inte vidare                   | Gick inte vidare                   | Gick inte vidare                | 3 h3 r6/10 |
| Igor Tselovaljnikov Vladimir Semenets | Herrarnas tandem | Spencer och Therrio (USA) W 10,37 | i.u.                              | i.u.                              | Kučírek och Popelka (TCH) W 2 av 2 | Morelon och Trentin (FRA) W 2 av 2 | Geschke och Otto (GDR) W 2 av 3 | 1          |

## Fotboll
- Laguppställning:

Oleh Blochin
Murtaz Churtsilava
Juri Istomin
Vladimir Kaplitjnj
Viktor Kolotov
Evgenj Lovtjev
Sergei Olshanskj
Evhen Rudakov
Vjatjeslav Semjonov
Gennadj Jevriuzjikin
Oganes Zanazanjan
Andrei Jakubik
Arkadj Andreasjan
Revaz Dzodzuasjvili
Jozjef Sabo
Juri Jelisejev
Vladimir Onistjenko
Anatolij Kuksov
Vladimir Pilguj
- Första omgången:[11]

| Lag           | S | V | O | F | GM | IM | MS | P |
| ------------- | - | - | - | - | -- | -- | -- | - |
| Sovjetunionen | 3 | 3 | 0 | 0 | 7  | 2  | +5 | 6 |
| Mexiko        | 3 | 2 | 0 | 1 | 3  | 4  | −1 | 4 |
| Myanmar       | 3 | 1 | 0 | 2 | 2  | 2  | 0  | 2 |
| Sudan         | 3 | 0 | 0 | 3 | 1  | 5  | −4 | 0 |

- Andra omgången:[12]

| Lag           | S | V | O | F | GM | IM | MS  | P |
| ------------- | - | - | - | - | -- | -- | --- | - |
| Polen         | 3 | 2 | 1 | 0 | 8  | 2  | +6  | 5 |
| Sovjetunionen | 3 | 2 | 0 | 1 | 8  | 2  | +6  | 4 |
| Danmark       | 3 | 1 | 1 | 1 | 4  | 6  | −2  | 3 |
| Marocko       | 3 | 0 | 0 | 3 | 1  | 11 | −10 | 0 |

- Bronsmatch:

|       | 10 september 1972 | Sovjetunionen               | 2 – 2        | Östtyskland                              | Olympiastadion, München                          |                                                  |
| 10:00 | 10:00             | Blochin 10′ Churtsilava 30′ | Matchrapport | Kreische 33 (straff)′ (straff) Vogel 78′ | Publik: 80 000 Domare: Armando Marques Brasilien | Publik: 80 000 Domare: Armando Marques Brasilien |
| 10:00 | 10:00             |                             |              |                                          | Publik: 80 000 Domare: Armando Marques Brasilien | Publik: 80 000 Domare: Armando Marques Brasilien |
| 10:00 | 10:00             |                             |              |                                          | Publik: 80 000 Domare: Armando Marques Brasilien | Publik: 80 000 Domare: Armando Marques Brasilien |

## Friidrott
Damer
Bana och väg
| Idrottare                                                                 | Gren      | Heat     | Heat      | Kvartsfinal | Kvartsfinal | Semifinal        | Semifinal        | Final            | Final            |
| Idrottare                                                                 | Gren      | Resultat | Placering | Resultat    | Placering   | Resultat         | Placering        | Resultat         | Placering        |
| ------------------------------------------------------------------------- | --------- | -------- | --------- | ----------- | ----------- | ---------------- | ---------------- | ---------------- | ---------------- |
| Ljudmila Maslakova                                                        | 100 m     | 11.56    | 4 Q       | 11.46       | 4 Q         | 11.67            | 8                | Gick inte vidare | Gick inte vidare |
| Galina Bucharina                                                          | 100 m     | 11.69    | 5 Q       | 11.81       | 8           | Gick inte vidare | Gick inte vidare | Gick inte vidare | Gick inte vidare |
| Nadezjda Besfamilnaja                                                     | 200 m     | 23.62    | 3 Q       | 23.20       | 2 Q         | 23.31            | 5                | Gick inte vidare | Gick inte vidare |
| Marina Sidorova                                                           | 200 m     | 23.46    | 1 Q       | 23.33       | 4 Q         | 23.40            | 7                | Gick inte vidare | Gick inte vidare |
| Nadezjda Iljina                                                           | 400 m     | 53.20    | 3 Q       | 52.30       | 3 Q         | 52.29            | 7                | Gick inte vidare | Gick inte vidare |
| Olga Sirovatskaja                                                         | 400 m     | 53.62    | 4 Q       | 53.42       | 7           | Gick inte vidare | Gick inte vidare | Gick inte vidare | Gick inte vidare |
| Natalja Tjistjakova                                                       | 400 m     | 53.81    | 4 Q       | 54.58       | 8           | Gick inte vidare | Gick inte vidare | Gick inte vidare | Gick inte vidare |
| Nijolė Sabaitė                                                            | 800 m     | 2:01.50  | 1 Q       | i.u.        | i.u.        | 2:00.90          | 1 Q              | 1:58.65          | 2                |
| Nina Morhunova                                                            | 800 m     | 2:02.64  | 1 Q       | i.u.        | i.u.        | 2:04.93          | 8                | Gick inte vidare | Gick inte vidare |
| Raissa Ruus                                                               | 800 m     | 2:11.18  | 7         | i.u.        | i.u.        | Gick inte vidare | Gick inte vidare | Gick inte vidare | Gick inte vidare |
| Ljudmila Bragina                                                          | 1 500 m   | 4:06.47  | 1 Q       | i.u.        | i.u.        | 4:05.07          | 1 Q              | 4:01.38          | 1                |
| Tamara Pangelova                                                          | 1 500 m   | 4:10.75  | 1 Q       | i.u.        | i.u.        | 4:07.66          | 1 Q              | 4:06.45          | 7                |
| Tamara Kazatjkova                                                         | 1 500 m   | 4:20.15  | 8         | i.u.        | i.u.        | Gick inte vidare | Gick inte vidare | Gick inte vidare | Gick inte vidare |
| Marina Sidorova Galina Bucharina Ljudmila Maslakova Nadezjda Besfamilnaja | 4 x 100 m | 43.77    | 2 Q       | i.u.        | i.u.        | i.u.             | i.u.             | 43.59            | 5                |
| Ljubov Runtso Olga Sirovatskaja Natalja Tjistjakova Nadezjda Kolesnikova  | 4 x 400 m | 3:30.23  | 3 Q       | i.u.        | i.u.        | i.u.             | i.u.             | 3:31.89          | 8                |

Fältgrenar
| Idrottare             | Gren           | Kval  | Kval      | Final            | Final            |
| Idrottare             | Gren           | Längd | Placering | Längd            | Placering        |
| --------------------- | -------------- | ----- | --------- | ---------------- | ---------------- |
| Antonina Okorokova    | Höjdhopp       | 1.73  | 26        | Gick inte vidare | Gick inte vidare |
| Ljubov Iljina         | Längdhopp      | 6.25  | 8         | Gick inte vidare | Gick inte vidare |
| Nadezjda Tjizjova     | Kulstötning    | 18.54 | 5 Q       | 21.03            | 1                |
| Svetlana Kratjevskaja | Kulstötning    | 17.18 | 11 Q      | 19.24            | 4                |
| Antonina Ivanova      | Kulstötning    | 17.87 | 7 Q       | 18.28            | 9                |
| Faina Melnik          | Diskuskastning | 61.26 | 2 Q       | 66.62            | 1                |
| Tamara Danilova       | Diskuskastning | 60.34 | 3 Q       | 62.86            | 4                |
| Ljudmila Muravjova    | Diskuskastning | 55.24 | 12 Q      | 59.00            | 8                |
| Svetlana Babich       | Spjutkastning  | 55.90 | 8 Q       | 56.36            | 8                |
| Nina Marakina         | Spjutkastning  | 51.06 | 16        | Gick inte vidare | Gick inte vidare |

Kombinerade grenar – femkamp
| Idrottare             | Gren     | 100H  | HJ   | SP    | LJ   | 200 m | Final | Placering |
| --------------------- | -------- | ----- | ---- | ----- | ---- | ----- | ----- | --------- |
| Valentina Tichomirova | Resultat | 13.77 | 1.74 | 14.64 | 6.15 | 24.25 | 4597  | 5         |
| Valentina Tichomirova | Poäng    | 895   | 974  | 875   | 939  | 914   | 4597  | 5         |
| Nadija Tkatjenko      | Resultat | 13.81 | 1.65 | 13.69 | 6.18 | 25.19 | 4370  | 9         |
| Nadija Tkatjenko      | Poäng    | 890   | 885  | 820   | 945  | 830   | 4370  | 9         |

Herrar
Bana och väg
| Idrottare                                                          | Gren           | Heat     | Heat      | Kvartsfinal | Kvartsfinal | Semifinal        | Semifinal        | Final            | Final            |
| Idrottare                                                          | Gren           | Resultat | Placering | Resultat    | Placering   | Resultat         | Placering        | Resultat         | Placering        |
| ------------------------------------------------------------------ | -------------- | -------- | --------- | ----------- | ----------- | ---------------- | ---------------- | ---------------- | ---------------- |
| Valerij Borzov                                                     | 100 m          | 10.47    | 1 Q       | 10.07       | 1 Q         | 10.21            | 1 Q              | 10.14            | 1                |
| Aleksandr Korneljuk                                                | 100 m          | 10.38    | 1 Q       | 10.23       | 1 Q         | 10.35            | 3 Q              | 10.36            | 4                |
| Volodimir Atamas                                                   | 100 m          | 10.51    | 4 Q       | 10.83       | 8           | Gick inte vidare | Gick inte vidare | Gick inte vidare | Gick inte vidare |
| Valerij Borzov                                                     | 200 m          | 20.64    | 1 Q       | 20.30       | 1 Q         | 20.74            | 1 Q              | 20.00            | 1                |
| Vladimir Lovetskij                                                 | 200 m          | 20.99    | 2 Q       | 20.83       | 4           | Gick inte vidare | Gick inte vidare | Gick inte vidare | Gick inte vidare |
| Jevgenij Arzjanov                                                  | 800 m          | 1:48,3   | 1 Q       | i.u.        | i.u.        | 1:46,32          | 2 Q              | 1:45,89          | 2                |
| Ivan Ivanov                                                        | 800 m          | 1:51,0   | 1 Q       | i.u.        | i.u.        | 1:49,6           | 5                | Gick inte vidare | Gick inte vidare |
| Jevgenij Volkov                                                    | 800 m          | 1:48,6   | 3 Q       | i.u.        | i.u.        | 1:50,1           | 8                | Gick inte vidare | Gick inte vidare |
| Vladimir Pantelej                                                  | 1 500 m        | 3:42,3   | 3 Q       | i.u.        | i.u.        | 3:41,6           | 2 Q              | 3:40.24          | 8                |
| Ivan Ivanov                                                        | 1 500 m        | 3:42,3   | 6         | i.u.        | i.u.        | Gick inte vidare | Gick inte vidare | Gick inte vidare | Gick inte vidare |
| Nikolaj Sviridov                                                   | 5 000 m        | 13:38,4  | 2 Q       | i.u.        | i.u.        | i.u.             | i.u.             | 13:39.31         | 8                |
| Nikolaj Puklakov                                                   | 5 000 m        | 13:57,6  | 6         | i.u.        | i.u.        | i.u.             | i.u.             | Gick inte vidare | Gick inte vidare |
| Vladimir Afonin                                                    | 5 000 m        | 14:08,6  | 7         | i.u.        | i.u.        | i.u.             | i.u.             | Gick inte vidare | Gick inte vidare |
| Pavlo Andrejev                                                     | 10 000 m       | 28:20,97 | 3 Q       | i.u.        | i.u.        | i.u.             | i.u.             | 28:46,27         | 11               |
| Anatolij Badrankov                                                 | 10 000 m       | 28:35,84 | 6         | i.u.        | i.u.        | i.u.             | i.u.             | Gick inte vidare | Gick inte vidare |
| Rasjid Sjarafetdinov                                               | 10 000 m       | 28:24,64 | 6         | i.u.        | i.u.        | i.u.             | i.u.             | Gick inte vidare | Gick inte vidare |
| Juri Velikorodnij                                                  | Maraton        | i.u.     | i.u.      | i.u.        | i.u.        | i.u.             | i.u.             | 2:20:02,2        | 14               |
| Anatolijus Baranovas                                               | Maraton        | i.u.     | i.u.      | i.u.        | i.u.        | i.u.             | i.u.             | 2:20:10,4        | 15               |
| Igor Sjtjerbak                                                     | Maraton        | i.u.     | i.u.      | i.u.        | i.u.        | i.u.             | i.u.             | 2:25:37,4        | 35               |
| Viktor Mjasnikov                                                   | 110 m häck     | 14.13    | 5         | i.u.        | i.u.        | Gick inte vidare | Gick inte vidare | Gick inte vidare | Gick inte vidare |
| Jevgenij Gavrilenko                                                | 400 m häck     | 49.73    | 1 Q       | i.u.        | i.u.        | 49.34            | 2 Q              | 49.66            | 6                |
| Jurij Zorin                                                        | 400 m häck     | 50.35    | 3 Q       | i.u.        | i.u.        | 49.60            | 3 Q              | 50.25            | 8                |
| Viktor Savtjenko                                                   | 400 m häck     | 49.90    | 2 Q       | i.u.        | i.u.        | 50.28            | 7                | Gick inte vidare | Gick inte vidare |
| Romualdas Bitė                                                     | 3 000 m hinder | 8:30,2   | 2 Q       | i.u.        | i.u.        | i.u.             | i.u.             | 8:34,64          | 7                |
| Sergej Skripka                                                     | 3 000 m hinder | 8:41,4   | 6         | i.u.        | i.u.        | i.u.             | i.u.             | Gick inte vidare | Gick inte vidare |
| Aleksandr Korneljuk Vladimir Lovetskij Juris Silovs Valerij Borzov | 4 x 100 m      | 39.15    | 1 Q       | 39.00       | 2 Q         | i.u.             | i.u.             | 38.50            | 2                |
| Volodimir Holubnitji                                               | 20 km gång     | i.u.     | i.u.      | i.u.        | i.u.        | i.u.             | i.u.             | 1:26:55.2        | 2                |
| Nikolaj Smaga                                                      | 20 km gång     | i.u.     | i.u.      | i.u.        | i.u.        | i.u.             | i.u.             | 1:28:16.6        | 5                |
| Jevgenij Ivtjenko                                                  | 20 km gång     | i.u.     | i.u.      | i.u.        | i.u.        | i.u.             | i.u.             | DQ               | DQ               |
| Veniamin Soldatenko                                                | 50 km gång     | i.u.     | i.u.      | i.u.        | i.u.        | i.u.             | i.u.             | 3:58:24.0        | 2                |
| Otto Barch                                                         | 50 km gång     | i.u.     | i.u.      | i.u.        | i.u.        | i.u.             | i.u.             | 4:01:35.4        | 4                |
| Sergej Grigorjev                                                   | 50 km gång     | i.u.     | i.u.      | i.u.        | i.u.        | i.u.             | i.u.             | DQ               | DQ               |

Fältgrenar
| Idrottare             | Gren          | Kval  | Kval      | Final            | Final            |
| Idrottare             | Gren          | Längd | Placering | Längd            | Placering        |
| --------------------- | ------------- | ----- | --------- | ---------------- | ---------------- |
| Leonid Barkovskij     | Längdhopp     | 7.98  | 5 Q       | 7.75             | 8                |
| Valerij Podluzjnij    | Längdhopp     | 7.91  | 9 Q       | 7.72             | 9                |
| Igor Ter-Ovanesian    | Längdhopp     | 7.77  | 13        | Gick inte vidare | Gick inte vidare |
| Viktor Sanejev        | Tresteg       | 16.85 | 1 Q       | 17.35            | 1                |
| Michail Bariban       | Tresteg       | 16.26 | 11 Q      | 16.30            | 9                |
| Gennadij Bessonov     | Tresteg       | 16.18 | 15        | Gick inte vidare | Gick inte vidare |
| Jüri Tarmak           | Höjdhopp      | 2.15  | 3 Q       | 2.23             | 1                |
| Rustam Achmetov       | Höjdhopp      | 2.15  | 3 Q       | 2.15             | 8                |
| Kęstutis Šapka        | Höjdhopp      | 2.15  | 3 Q       | 2.15             | 12               |
| Rimantas Plungė       | Kulstötning   | 19.18 | 13 Q      | 19.30            | 14               |
| Aleksandr Barysjnikov | Kulstötning   | 18.65 | 22        | Gick inte vidare | Gick inte vidare |
| Jānis Lūsis           | Spjutkastning | 82.92 | 2 Q       | 90.46            | 2                |
| Anatolij Bondartjuk   | Släggkastning | 72.88 | 1 Q       | 75.50            | 1                |
| Vasili Chmelevski     | Släggkastning | 70.00 | 4 Q       | 74.04            | 3                |
| Josip Hamskij         | Släggkastning | 66.72 | 17 Q      | 66.26            | 18               |

Kombinerade grenar – tiokamp
| Idrottare         | Gren     | 100 m | LJ   | SP    | HJ   | 400 m | 110H  | DT    | PV   | JT    | 1500 m | Final | Placering |
| ----------------- | -------- | ----- | ---- | ----- | ---- | ----- | ----- | ----- | ---- | ----- | ------ | ----- | --------- |
| Nikolaj Avilov    | Resultat | 11.00 | 7.68 | 14.36 | 2.12 | 48.50 | 14.31 | 46.98 | 4.55 | 61.66 | 4:22.8 | 8454  | 1         |
| Nikolaj Avilov    | Poäng    | 804   | 957  | 750   | 959  | 875   | 926   | 818   | 945  | 781   | 639    | 8454  | 1         |
| Leonid Lytvynenko | Resultat | 11.13 | 6.81 | 14.18 | 1.89 | 48.40 | 15.03 | 47.84 | 4.40 | 58.94 | 4:05.9 | 8035  | 2         |
| Leonid Lytvynenko | Poäng    | 773   | 780  | 739   | 760  | 880   | 845   | 833   | 909  | 748   | 768    | 8035  | 2         |
| Boris Ivanov      | Resultat | 11.24 | 6.59 | 14.47 | 1.92 | 50.20 | 14.76 | 41.58 | 4.30 | 64.84 | 4:37.4 | 7657  | 13        |
| Boris Ivanov      | Poäng    | 747   | 734  | 757   | 788  | 797   | 874   | 716   | 884  | 819   | 541    | 7657  | 13        |

## Kanotsport
Slalom
| Kanotist                     | Gren                | Första åket | Andra åket | Placering |
| ---------------------------- | ------------------- | ----------- | ---------- | --------- |
| Biruta Chertseva-Chertsberga | Damernas K1 slalom  | 658.54      | 614.42     | 19        |
| Gogi Naskidashvili           | Herrarnas K1 slalom | 404.36      | 479.60     | 31        |

Sprint
| Kanotist                                                        | Gren                  | Heat    | Heat      | Semifinal | Semifinal | Final   | Final     |
| Kanotist                                                        | Gren                  | Tid     | Placering | Tid       | Placering | Tid     | Placering |
| --------------------------------------------------------------- | --------------------- | ------- | --------- | --------- | --------- | ------- | --------- |
| Julia Rjabtjinskaja                                             | Damernas K1 500 m     | 2:09.27 | 1 Q       | 2:04.67   | 1 Q       | 2:03.17 | 1         |
| Ljudmila Pinajeva Jekaterina Kurysjko                           | Damernas K2 500 m     | 2:00.31 | 1 Q       | bye       | bye       | 1:53.50 | 1         |
| Vasyl Jurtjenko                                                 | Herrarnas C-1 1 000 m | 4:33.34 | 2 Q       | i.u.      | i.u.      | 4:14.43 | 5         |
| Vladas Česiūnas Jurij Lobanov                                   | Herrarnas C-2 1 000 m | 4:07.73 | 1 Q       | 3:51.96   | 1 Q       | 3:52.60 | 1         |
| Aleksandr Sjaparenko                                            | Herrarnas K-1 1 000 m | 4:02.60 | 1 Q       | 3:52.14   | 1 Q       | 3:48.06 | 1         |
| Nikolaj Gorbatjov Viktor Kratasiuk                              | Herrarnas K2 1000 m   | 3:42.18 | 1 Q       | 3:30.69   | 1 Q       | 3:31.23 | 1         |
| Jurij Filatov Jurij Stetsenko Volodymyr Morozov Valerij Didenko | Herrarnas K4 1000 m   | 3:18.35 | 1 Q       | 3:09.68   | 1 Q       | 3:14.02 | 1         |

## Tyngdlyftning
Nio tyngdlyftare i åtta viktklasser tävlade för Sovjetunionen i sommarspelen 1972.
| Tävlande           | Viktklass | Press | Ryck  | Stöt  | Total | Plats |
| ------------------ | --------- | ----- | ----- | ----- | ----- | ----- |
| Gennadij Tjetin    | 56 kg     | 120,0 | 107,5 | 140,0 | 367,5 | 3     |
| Dito Sjanidse      | 60 kg     | 127,5 | 120,0 | 152,5 | 400,0 | 2     |
| Mutjarbi Kirsjinov | 67,5 kg   | 147,5 | 135,0 | 177,5 | 460,0 | 1     |
| Vladimir Kanygin   | 75 kg     | 165,0 | 0     | -     | -     | DNF   |
| Boris Pavlov       | 82,5 kg   | 0     | -     | -     | -     | DNF   |
| Valerij Sjarij     | 82,5 kg   | 0     | -     | -     | -     | DNF   |
| David Rigert       | 90 kg     | 187,5 | 0     | -     | -     | DNF   |
| Jaan Talts         | 110 kg    | 210,0 | 165,0 | 205,0 | 580,0 | 1     |
| Vasilij Aleksejev  | +110 kg   | 235,0 | 175,0 | 230,0 | 640,0 | 1     |

## Volleyboll

### Damernas turnering
- Laguppställning[16]:

Ljudmila Borozna
Ljudmila Buldakova
Vera Galusjka-Dujunova
Tatjana Gonobobleva
Natalja Kudreva
Galina Leontjeva
Tatjana Ponjajeva-Tretjakova
Inna Ryskal
Roza Salichova
Tatjana Sarytjeva
Nina Smolejeva
Ljubov Tiurina
- Gruppspel[17]:

| Lag           | S | V | O | F | GM  | IM  | MS  | P |
| ------------- | - | - | - | - | --- | --- | --- | - |
| Sovjetunionen | 3 | 3 | 0 | 0 | 159 | 96  | +63 | 6 |
| Sydkorea      | 3 | 2 | 0 | 1 | 127 | 96  | +31 | 4 |
| Ungern        | 3 | 1 | 0 | 2 | 114 | 131 | −17 | 2 |
| Västtyskland  | 3 | 0 | 0 | 3 | 61  | 135 | −74 | 0 |

- Semifinal[18]:

| 3 september | Sovjetunionen | 3 - 1                   | Nordkorea  | Domare: Heiner Loose Lucien van Weiden Eberhard Gramsch |
| 3 september | 15 7 15       | Set 1 Set 2 Set 3 Set 4 | 10 14 15 8 | Domare: Heiner Loose Lucien van Weiden Eberhard Gramsch |

- Final[19]:

| 7 september | Japan          | 2 - 3                         | Sovjetunionen | Domare: Alexander Muehle Franjo Vidacovic Hans-Dieter Schmidt |
| 7 september | 11 15 11 15 11 | Set 1 Set 2 Set 3 Set 4 Set 5 | 15 4 15 9 15  | Domare: Alexander Muehle Franjo Vidacovic Hans-Dieter Schmidt |

### Herrarnas turnering
- Laguppställning[16]:

Viktor Borsjtj
Jefim Tjulak
Vjatjeslav Domani
Vladimir Kondra
Valerij Kravtjenko
Jevgenij Lapinskij
Vladimir Patkin
Jurij Pojarkov
Vladimir Putjatov
Aleksandr Saprykin
Jurij Starunskij
Leonid Zajko
- Gruppspel[20]:

| Lag             | S | V | O | F | GM  | IM  | MS   | P  |
| --------------- | - | - | - | - | --- | --- | ---- | -- |
| Sovjetunionen   | 5 | 5 | 0 | 0 | 257 | 196 | +61  | 10 |
| Bulgarien       | 5 | 4 | 0 | 1 | 294 | 235 | +59  | 8  |
| Tjeckoslovakien | 5 | 3 | 0 | 2 | 230 | 205 | +25  | 6  |
| Sydkorea        | 5 | 2 | 0 | 3 | 209 | 197 | +12  | 4  |
| Polen           | 5 | 1 | 0 | 4 | 237 | 259 | −22  | 2  |
| Tunisien        | 5 | 0 | 0 | 5 | 90  | 225 | −135 | 0  |

- Semifinal[21]:

| 8 september | Östtyskland | 3 - 1                   | Sovjetunionen | Domare: Dusan Prielozny Zygmunt Zwierzanski Hildegard Dürrwächter |
| 8 september | 15 13 15    | Set 1 Set 2 Set 3 Set 4 | 6 8 15 9      | Domare: Dusan Prielozny Zygmunt Zwierzanski Hildegard Dürrwächter |

- Bronsmatch[22]:

| 9 september | Sovjetunionen | 3 - 0             | Bulgarien | Domare: Laszlo Szalay Dusan Prielozny Rudolf Sessler |
| 9 september | 15            | Set 1 Set 2 Set 3 | 11 8 13   | Domare: Laszlo Szalay Dusan Prielozny Rudolf Sessler |